# دان هاردینگ
دان هاردینگ (انگلیسی: Dan Harding؛ زادهٔ ۲۳ دسامبر ۱۹۸۳) یک بازیکن فوتبال اهل بریتانیا است.